# Fritz Grimm (Ingenieur)
Fritz-Wilhelm Grimm (* 26. August 1893 in Speyer; † nach 1960) war ein deutscher Diplomingenieur und Präsident der Reichsbahndirektion Karlsruhe und der Bundesbahndirektion Saarbrücken.

## Leben
Nach dem Abitur an der Oberrealschule in Kaiserslautern absolvierte Fritz Grimm – unterbrochen durch den Kriegsdienst von 1914 bis 1918 – ein Studium der Bauingenieurswissenschaften an der Technischen Hochschule München, das er 1920 mit der Diplomprüfung abschloss. 1921 folgte das Große Staatsexamen. Nach Tätigkeiten bei den Reichsbahndirektionen in Ludwigshafen und Nürnberg übernahm er als Vorstand die Reichsbahnbetriebsämter 1 und 2 in Kaiserslautern und war später Dezernent für den Betriebsdienst sowie für das Fahrplan- und Bauwesen bei den Reichsbahndirektionen Frankfurt/Main, Königsberg und Wuppertal. 1936 wurde er Vizepräsident der Reichsbahndirektion Trier und war zugleich Leiter der IV. Bakabteilung. Ab 1939 war Grimm als Feldeisenbahner tätig. Am 1. Oktober 1942 wurde er Präsident der Reichsverkehrsdirektion Königsberg. Am 7. Dezember 1943 wurde er mit dem Ritterkreuz des Kriegsverdienstkreuzes mit Schwertern ausgezeichnet.
Am 1. Dezember 1944 wurde er zum Präsidenten der Reichsbahndirektion Karlsruhe ernannt und war danach Chef der Oberbetriebsleitung West der Reichsbahn.
1955 wurde er Präsident der Bundesbahndirektion Trier. Zum Jahresbeginn 1957 übernahm er in Personalunion auch den Posten als Präsident der durch Eingliederung der Eisenbahnen des Saarlandes neu entstandenen Bundesbahndirektion Saarbrücken. Bis zu seiner Pensionierung zum 31. März 1960 blieb er Präsident in Saarbrücken, bis Ende 1959 in Personalunion auch in Trier, bis die dortige Direktion zum Jahresbeginn 1960 mit der BD Saarbrücken zusammengeführt wurde.